# Isolumpia
Genre
Isolumpia est un genre de coléoptères de la famille des Ptiliidae.

## Liste des espèces
Selon GBIF (29 décembre 2023) :
- Isolumpia divina Deane, 1931
- Isolumpia propeflava Deane, 1934

## Systématique
Le nom valide complet (avec auteur) de ce taxon est Isolumpia Deane, 1931.

## Publication originale
- (en) Cedric Deane, « Trichopterygidae of Australia and adjacent islands. Descriptions of five new genera and twenty new species », Proceedings of the Linnean Society of New South Wales, Sydney, Inconnu et Société linnéenne de Nouvelle-Galles du Sud, vol. 56,‎ 24 juin 1931, p. 227-242 (ISSN 0370-047X, OCLC 1755950, lire en ligne).